# Gjerdåker (przystanek kolejowy)
Gjerdåker – kolejowy przystanek osobowy w Gjerdåker, w regionie Hordaland, w Norwegii, oddalony od Oslo Sentralstasjon o 381,56 km. 

## Ruch pasażerski
Należy do linii Bergensbanen, Jest elementem kolei aglomeracyjnej w Bergen i obsługuje lokalny ruch do Bergen, Voss i Myrdal. W ciągu dnia odchodzi z niej ok. 8 pociągów (nie wszystkie pociągi SKM).

## Obsługa pasażerów
Wiata. Odprawa podróżnych odbywa się w pociągu.